# Чхве Джин Чхоль
Чхве Джин Чхоль (кор. 최진철, нар. 26 березня 1971, Чиндо, Південна Чолла, Південна Корея) — колишній південнокорейський футболіст, що грав на позиції захисника. По завершенні ігрової кар'єри — тренер.
Виступав, зокрема, за клуб «Чонбук Хьонде Моторс», а також національну збірну Південної Кореї.

## Клубна кар'єра
У дорослому футболі дебютував 1996 року виступами за команду клубу «Чонбук Хьонде Моторс», кольори якої і захищав протягом усієї своєї кар'єри гравця, що тривала дванадцять років. Більшість часу, проведеного у складі «Чонбук Хьонде Моторс», був основним гравцем захисту команди.

## Виступи за збірну
1997 року дебютував в офіційних матчах у складі національної збірної Південної Кореї. Протягом кар'єри у національній команді, яка тривала 10 років, провів у формі головної команди країни 65 матчів, забивши 4 голи.
У складі збірної був учасником розіграшу Золотого кубка КОНКАКАФ 2002 року у США, чемпіонату світу 2002 року в Японії і Південній Кореї, кубка Азії з футболу 2004 року у Китаї, чемпіонату світу 2006 року у Німеччині.

## Кар'єра тренера
Розпочав тренерську кар'єру, повернувшись до футболу після невеликої перерви, 2014 року, очоливши юнацьку збірну Південної Кореї.
Наразі останнім місцем тренерської роботи був клуб «Пхохан Стілерс», головним тренером команди якого Чхве Джин Чхоль був протягом 2016 року.

## Титули і досягнення
- Володар Кубка Південної Кореї: 2000, 2003, 2005
- Володар Суперкубка Південної Кореї: 2004
- Переможець Ліги чемпіонів АФК: 2006

Збірні
- Переможець Кубка Східної Азії: 2003